# Jan Kościuszko
Jan Kościuszko (ur. 27 lutego 1954 w Krakowie) – polski kierowca rajdowy i wyścigowy, przedsiębiorca, restaurator, filantrop.

## Życiorys
Urodził się w Krakowie, jednak w młodości mieszkał w Zakopanem, gdzie uczęszczał do szkoły i uprawiał narciarstwo alpejskie w AZS Zakopane. Po powrocie do Krakowa podjął studia na Wydziale Prawa i Administracji Uniwersytetu Jagiellońskiego, których nie ukończył.
W 1977 roku zadebiutował Ładą 1500 S w RSMP, startując w Rajdzie Wisły. W 1982 roku rywalizował Zastavą 1100p, a od sezonu 1983 – Polskim Fiatem 125p. Jednocześnie w latach 1983–1984 bez sukcesów ścigał się w Formule Easter. W 1987 roku zadebiutował w GSMP, zdobywając mistrzostwo w kategorii III. Rok później został natomiast mistrzem w kategorii A-1600. W 1989 roku rozpoczął rywalizację Suzuki Swiftem GTi, którym zdobył mistrzostwo GSMP w kategorii N2. W 1991 roku zajął Lancią Deltą Integrale osiemnaste miejsce w klasyfikacji generalnej RSMP, finiszując m.in. na szóstym miejscu (pierwszym w klasie) w Rajdzie Krakowskim. W latach 1993–1996 nie uczestniczył w zawodach sportowych, powracając na trasy górskie i rajdowe Renault Clio Maxi w 1997 roku. Był wówczas 22. w klasyfikacji generalnej RSMP oraz trzeci w grupie A GSMP. Rok później został mistrzem grupy A oraz wicemistrzem w klasyfikacji generalnej GSMP. W 1999 roku zmienił pojazd na Mitsubishi Lancer Evo IV, ponownie wygrywając grupę A GSMP, a także zajmując trzecie miejsce w klasyfikacji ogólnej. W 2000 roku, rywalizując Mitsubishi Lancerem Evo IV oraz Toyotą Celiką GT-Four, był piętnasty w klasyfikacji RSMP, drugi w klasyfikacji GSMP oraz pierwszy w grupie A. W latach 2001–2002 zdobył mistrzostwo Polski w wyścigach górskich. Następnie ograniczył aktywność sportową, koncentrując się na wspieraniu kariery syna, Michała, kierowcy rajdowego.
W 1995 roku założył sieć restauracji Chłopskie Jadło. W 2006 roku za 27 milionów złotych sprzedał sieć spółce Sfinks Polska. Rok później utworzył sieć restauracji pod nazwą Polskie Jadło. Wskutek problemów spółki ze spłatą długów, w 2012 roku bank wypowiedział jej umowę kredytową, a rok później wobec spółki została ogłoszona upadłość likwidacyjna.
Jest pomysłodawcą Wigilii dla potrzebujących w Krakowie, która odbywa się od 1996 roku pod nazwą „Wigilia i Pomoc”, a którą wspierały również m.in. Jerónimo Martins, Wawel, Uniwersytet Jagielloński i Zakon Maltański. W 2012 roku wygrał plebiscyt na Człowieka Roku miasta Krakowa. 

## Ordery i odznaczenia
- Krzyż Kawalerski Orderu Odrodzenia Polski (2008)[18]
- Medal Stulecia Odzyskanej Niepodległości (2018)[19]
- Medal Świętego Brata Alberta (2016)[20]